# Isenordal
Isenordal ist eine 2013 gegründete Post-Black-Metal-Band.

## Geschichte
Isenordal entstand als musikalische Idee des Cellisten und Bassisten Jeff King und des Gitarristen und Sängers Kerry Hall in Seattle. Nach Hall bestand die Idee darin sich diverser musikalischer Stile zu bedienen, die genehmen Teile zu nutzen und die subjektiv nicht ansprechenden auszulassen und sich dabei der Monotonie eines einzelnen Stils zu verweigern. Den gewichtigsten Einfluss auf den eigenen Stil schreiben die Musiker dabei Bathory zu.
Nach Aufnahme und Vertrieb des Demos Imbolc MMXIV experimentierte das Duo mit eine Reiher Besetzungen bis sich zunehmend eine konstante Konstellation kristallisierte mit der das 2017 veröffentlichte Debüt Shores of Mourning aufgenommen wurde. Das über Eternal Warfare Records als MC veröffentlichte Album wird dabei von den Musikern als Dokument der Besetzungswechsel und Entwicklungen die die Band bis zur Veröffentlichung durchlief beschrieben.
Dem Debütalbum wurden in einer für Zephyr’s Odem verfassten Rezension erkennbares „Potenzial […] und einige gute Ansätze“ zugesprochen, allerdings mangele es der Band an Songwriting-Qualitäten, weshalb die Stücke „nicht rund, nicht beendet, oder gar auskomponiert“ wirken würden. Auch in der für das Twilight Magazine verfassten Rezension wurden Längen im Songwriting bemängelt. Andere Rezensenten sahen hingegen keinen entsprechenden Mangel und lobten das Album als „unglaubliche Reise durch das gesamte Spektrum menschliche Emtionen“. Die „in ihrer nasskalten Tristesse herausragende Platte“ sei „akustisch/soundtechnisch ziemlich perfekt in Szene gesetzt“ womit „ein einzigartiges und fesselndes Hörerlebnis“ entstünde.
Auf Shores of Mourning folgten im gleichen Jahr das Demo Lughnasadh MMXVII über Hanged Man Recordings. Im folgenden Jahr führte die Band die Kooperation mit Eternal Warfare Records fort. Das Album Spectral Embrace und eine Split-EP mit Void Omnia erschienen über das Label. Auf dem Album Spectral Embrace kompilierte die Band Nefolk-Stücke, die sich vom Metal des vorherigen Albums abhoben aber zeitgleich entstanden waren, das Album repräsentierte damit einen anderen Schwerpunkt der kreativen Tätigkeit der Band. Das Album wurde besonders positiv angenommen und als konsequente Fortführung der Ideen des so genannten Cascadian Black Metal von Wolves in the Throne Room und Liturgy besprochen. Die rein akustische Musik wurde gelungene als Reise durch Dunkelheit und Licht gelobt. Insbesondere in seiner Andersartigkeit steche das Album heraus.
Nachfolgend ging Isenordal einen Vertrag mit Prophecy Productions ein. Das deutsche Label ermöglichte eine Wiederveröffentlichung des Debüts im Jahr 2019 gefolgt von einer Wiederveröffentlichung der Split-EP 2021, aus der das Unternehmen den Isenordal-Song als Single koppelte. Anschließend kam es ab dem Jahr 2023 zu einer Reihe Singles die auf das 2024 veröffentlichte Album Requiem for Eirênê hinarbeiteten. Dieses dritte Album wurde international breit Besprochen. Dabei wurde erneut kritisch angemerkt, dass die Band bei vielen guten Ideen kein ausgewogenes Songwriting besitze das die Ideen zusammenbrächte. So seien auf dem Album „die Teile größer als die Summe des Ganzen“.  Doch ebenso wie beim Debüt wurde das Album von weiteren Rezenten einhellig gelobt. Es sei ein „willkommener Soundtrack für das langsame Erwachen des Lichts im Frühjahr“ schrieb Andreas Holz für Vampster. Das Album verdeutliche die „großartige Vision“ der Band schrieb Max Heilman für Metal Injection. Auch weitere Rezensenten lobten, dass das Album „zu keinem Zeitpunkt langatmig und banal“ sei, Die Musik auf Requiem for Eirênê sei „nicht nur auf den ersten Blick beeindruckend, sie ist auch am lohnendsten, wenn man ihr die Zeit und Aufmerksamkeit schenkt,  die sie braucht und verdient.“

## Stil
Die von Isendoral gespielte Musik wird dem Post-Black-Metal in der Tradition von Agalloch zugeordnet. Dabei vermengt die Band Einflüsse unterschiedlicher Musikstile zu einem Stil der dem so genannten „Cascadian Black Metal“ nahe gestellt wird. Im Crossover der Musik sind Einflüsse aus dem Spektrum des Doom Metal, bis hin zum Funeral Doom, des Neofolk und des Black Metal gegeben. Einzelnen Veröffentlichungen und auch Stücke weisen unterschiedliche Schwerpunkte auf derweil der Grundstil konstant in der Variation eines amerikanisch-folkloristischen und gemächlichen Post-Black-Metal mit gelegentlichen Eruptionen bleibt. Dabei wirke die Musik „wie aus der Zeit gefallen“ und könne „auch aus den 90ern stammen mit […]einem Wechselspiel aus rauh-dumpfen Growls, leichten Keifen und weiblichen Gesang. Auch der Einsatz der Violine und das gesamte metallische Korsett sitzen perfekt“. Verweise auf den Gothic Metal der 1990er-Jahre werden indes häufiger bemüht, um die Atmosphäre des Stils zu erfassen. So kombiniert Isendoral „zutiefst betrübliche Pianoarrangements“ und „trübsinnige Streicherklänge und melancholisch dahinschlendernde Akustik- und Clean-Gitarren“ mit „Screams und Growls sowie tonnenschweren Leads, Riffs und Drums“ die dynamisch von Einflüssen des Black Metal bis hin zu solchen aus dem Funeral Doom changieren. Die Streicherklänge verstärken den dynamischen Kontrast der Musik und werden nicht orchestral, sondern durch ein einzelnes Cello und eine Geige eingebracht, die Vergleiche zu My Dying Bride zulassen.

## Diskografie
- 2014: Imbolc MMXIV (Demo, Selbstverlag)
- 2017: Shores of Mourning (Album, Eternal Warfare Records, 2019: Prophecy Productions)
- 2017: Lughnasadh MMXVII (Demo, Hanged Man Recordings)
- 2018: Spectral Embrace (Album, Eternal Warfare Records)
- 2018: Isenordal / Void Omnia (Split-EP, Eternal Warfare Records, 2021: Prophecy Productions)
- 2021: Eternal Winter of the Mind (Single, Prophecy Productions)
- 2023: Epiphanies of Abhorrence and Futility (Single, Prophecy Productions)
- 2024: Await Me, Ultima Thule (Single, Prophecy Productions)
- 2024: Saturnine Apotheosis (Single, Prophecy Productions)
- 2024: Requiem for Eirênê (Album, Prophecy Productions)